# 촛불 집회

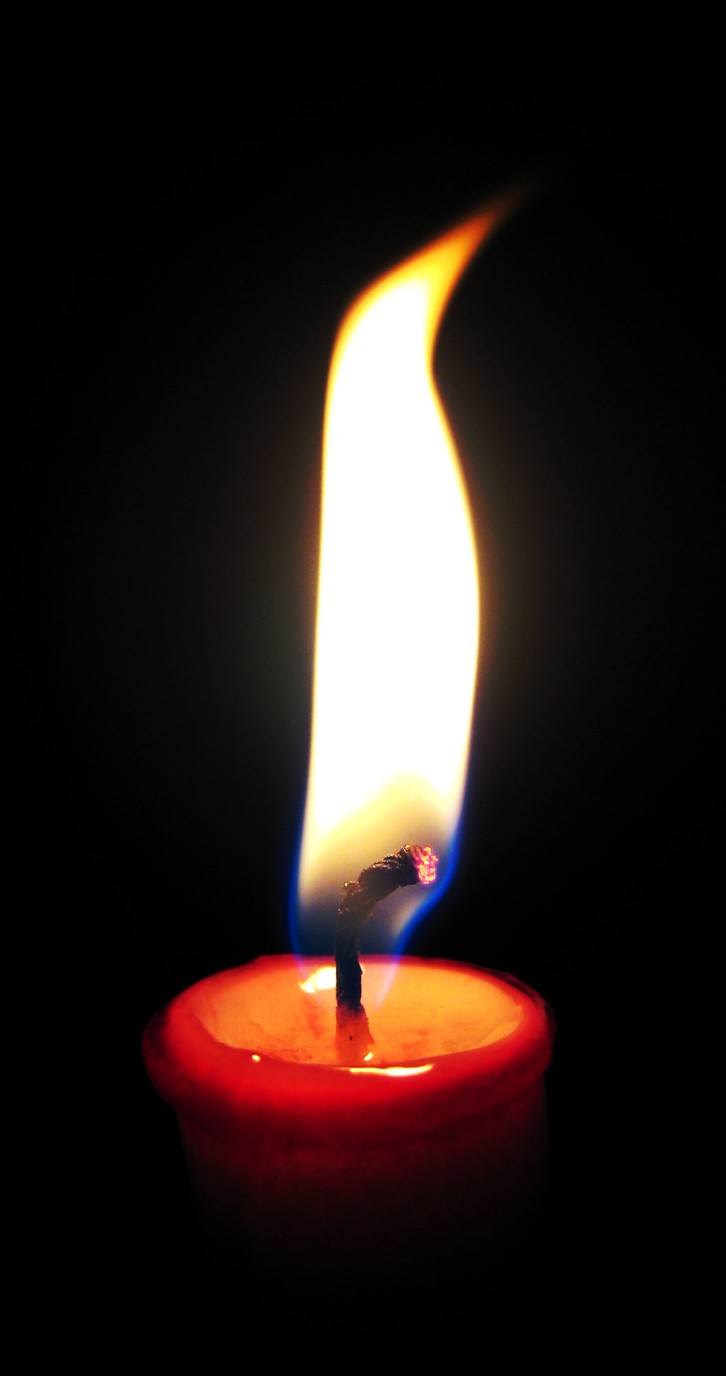

촛불 집회( - 集會, 영어: candlelight vigil)는 시민들이 광장 등에서 촛불을 들고 벌이는 집회이다. 주로 야간에 이루어지며, 시민 주도 비폭력 저항의 상징이다.
촛불시위는 단순하지만 시각적 효과가 크고, 일과를 끝낸 시민들의 참여가 용이하며 다른 사람들의 이목을 집중시키는 장점이 있다.

## 대한민국의 촛불 집회
대한민국의 집회 및 시위에 관한 법률(이하 집시법)상 일몰 후에는 집회 및 시위가 금지되어 있음 문화행사 등을 예외로 하는 것을 이용해 문화제 등의 명목으로 촛불시위가 진행되었다. 문화제는 노래 등에 대한 대중공연의 형식이 가능하며 구호를 외치거나 피켓을 드는 것은 원칙적으로 불가능했다. 2008년 대한민국의 촛불 시위이후 야간 집회 금지 사건에 대한 헌법 불합치 결정과 자정까지의 야간 시위 금지 위헌 결정에 의해 합법적으로 야간 촛불집회가 열리고 있다.

## 유명한 촛불 집회

### 대한민국
- 1992년 코텔 유료화 반대 촛불집회[3]

미국소 수입 협상 반대 촛불집회

- 2002년 11월 ~ 12월: 미군 장갑차 여중생 사망 사건 추모 촛불집회 - 오마이뉴스의 김기보(아이디 '앙마') 시민기자의 제안으로 시작되었다.
- 2004년 3월 ~ 4월: 노무현 대통령 탄핵소추 통과 반대 촛불집회
- 2004년 12월: 밀양지역 고교생의 여중생 집단 성폭행 사건 촛불집회
- 2004년 11월 ~ 2005년 2월: 국가보안법 반대 촛불집회
- 2008년 5월: 미국 광우병 수입 협상 반대 시위 촛불집회
- 2009년 2월: 용산 참사 추모 촛불문화제
- 2011년 : 반값등록금 공약 촉구 촛불집회
- 2013년 6월: 대한민국 국가정보원 여론 조작 사건 규명 촛불집회
- 2016년 10월 ~ 2017년 5월: 박근혜-최순실 게이트 규탄 및 박근혜 대통령 퇴진 운동 촛불집회
- 2018년 : 대한항공 조양호 일가 퇴진 촛불집회
- 2019년 9월 ~ 12월 : 조국수호 및 검찰, 언론 개혁 촛불집회
- 2022년 11월 ~ 12월 : 이태원 참사 희생자 추모 및 윤석열 대통령 퇴진 운동 촛불집회